# Kéosz
Kéosz vagy Kéa (görög írással Κέως vagy: Κέα) sziget az Égei-tengerben, Görögország területén. A Kükládok szigetcsoport tagja. Pireusztól kb. 70 km-re délkeletre fekszik.
A szigeten született a híres ókori költő, Szimónidész.

## Közigazgatás
| Önkormányzat     | Görög név                   | Adm. kód  | terület (km²) | Lakosság 2001 | Lakosság 2011 | Falvak és szigetek |
| ---------------- | --------------------------- | --------- | ------------- | ------------- | ------------- | --- |
| Ioulida (Ioulis) | Δημοτική Κοινότητα Ιουλίδος | 6301 0001 | 108,7         | 1536          | 1406          | Ioulida, Agia Marina, Agia Mavra, Agios Theodoros, Agios Nikolaos, Agios Symeon, Astras, Ellinika, Zoodochos Pigi, Kambi, Kastanies, Kastriani, Kato Meria, Kokkinada, Koundouros, Ligia, Myli, Orkos, Pera Meria, Pisses, Plagia, Pondakado, Spathi, Stavroudaki, Chavouna |
| Korissia         | Τοπική Κοινότητα Κορησσίας  | 6301 0002 | 040,2         | 0881          | 1049          | Korissia, Vourkari, Kalamos, Koukouvagia, Makronisos, Marades, Mavro, Melissaki, Mylopotamos, Xyla, Otzias, Fotimari |
| Összesen         | Összesen                    | 6301      | 148,9         | 2417          | 2455          | |

## Turizmus

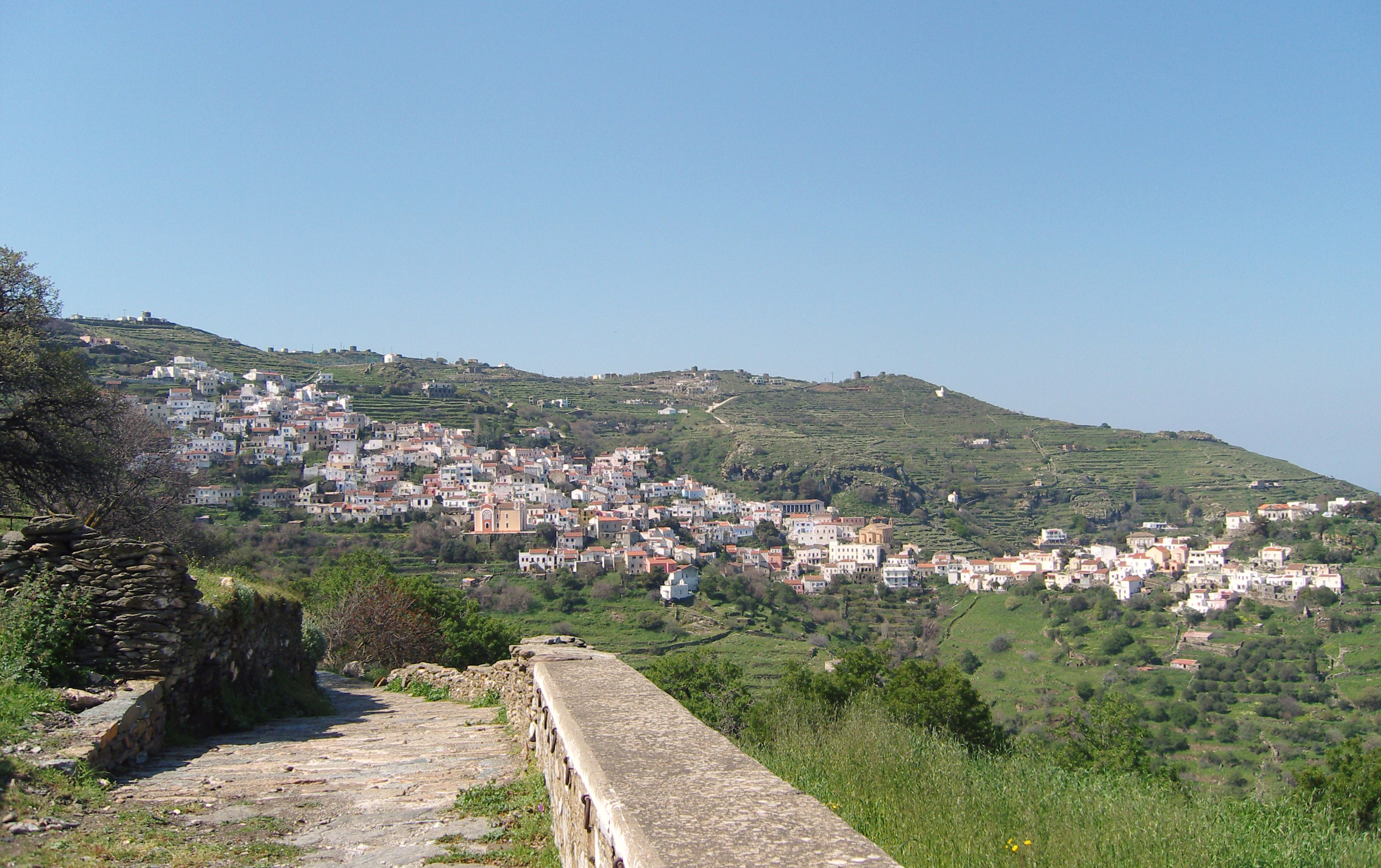
Ioulida (Ioulisz)

A sziget két tengerparti fürdőhelye Vurkari és Koriszia, népszerűségét viszonylag dús növényzetének és homokos partjának köszönheti.
Az Agia Irini-félszigeten egy korai település maradványait tárták fel Kr. e. 3000-ből. Délkeleten a Poleiesz-öbölnél pedig az ókori Karthaia nyomaira bukkanhatunk.
Érdekes látnivaló még a Panaja Kasztirini-kolostor. Innen gyönyörű kilátás nyílik a közeli szigetekre.

## Fordítás
Ez a szócikk részben vagy egészben  a   Kea (insel) című német Wikipédia-szócikk fordításán alapul.  Az eredeti cikk szerkesztőit annak laptörténete sorolja fel. Ez a jelzés csupán a megfogalmazás eredetét és a szerzői jogokat jelzi, nem szolgál a cikkben szereplő információk forrásmegjelöléseként.